# Озрен Боначич
Озрен Боначич (5 січня 1942) — хорватський ватерполіст.
Олімпійський чемпіон 1968 року, срібний призер 1964 року, учасник 1972, 1976 років.
Бронзовий призер Чемпіонату світу з водних видів спорту 1973 року.
Бронзовий призер Чемпіонату Європи з водного поло 1966, 1970, 1974 років.